# Azerbajdzsán a 2011-es úszó-világbajnokságon
Azerbajdzsán a 2011-es úszó-világbajnokságon nyolc versenyzővel vett részt.

## Hosszútávúszás
Férfi
| Versenyző      | Esemény                            | Döntő     | Döntő    |
| Versenyző      | Esemény                            | Idő       | Helyezés |
| -------------- | ---------------------------------- | --------- | -------- |
| Sergiy Fesenko | Férfi 10 kilométeres hosszútvúszás | DNS       | DNS      |
| Sergiy Fesenko | Férfi 10 kilométeres hosszútvúszás | 1:54:45.2 | 14       |

Női
| Versenyző           | Esemény                          | Döntő     | Döntő    |
| Versenyző           | Esemény                          | Idő       | Helyezés |
| ------------------- | -------------------------------- | --------- | -------- |
| Inha Kotsur         | Női 5 kilométeres hosszútvúszás  | 1:01:15.4 | 22       |
| Inha Kotsur         | Női 10 kilométeres hosszútvúszás | 2:06:00.1 | 32       |
| Anastasiya Zhidkova | Női 10 kilométeres hosszútvúszás | DNF       | DNF      |

## Műugrás
Férfi
| Versenyző                      | Esemény                       | Selejtező | Selejtező | Elődöntő          | Elődöntő          | Döntő               | Döntő               |
| Versenyző                      | Esemény                       | Pont      | Helyezés  | Pont              | Helyezés          | Pont                | Helyezés            |
| ------------------------------ | ----------------------------- | --------- | --------- | ----------------- | ----------------- | ------------------- | ------------------- |
| Farid Gurbanov                 | Férfi 3 méteres műugrás       | 231.50    | 52        | Nem jutott tovább | Nem jutott tovább | Nem jutott tovább   | Nem jutott tovább   |
| Dmitriy Sorokin                | Férfi 3 méteres műugrás       | 272.10    | 49        | Nem jutott tovább | Nem jutott tovább | Nem jutott tovább   | Nem jutott tovább   |
| Farid Gurbanov Dmitriy Sorokin | Férfi 3 méteres szinkronugrás | 220.71    | 20        |                   |                   | Nem jutottak tovább | Nem jutottak tovább |

## Úszás
Férfi
| Versenyző       | Esemény                         | Selejtező | Selejtező | Elődöntő          | Elődöntő          | Döntő             | Döntő             |
| Versenyző       | Esemény                         | Idő       | Helyezés  | Idő               | Helyezés          | Idő               | Helyezés          |
| --------------- | ------------------------------- | --------- | --------- | ----------------- | ----------------- | ----------------- | ----------------- |
| Boris Kirillov  | Férfi 50 méteres hátúszás       | 27.25     | 29        | Nem jutott tovább | Nem jutott tovább | Nem jutott tovább | Nem jutott tovább |
| Boris Kirillov  | Férfi 100 méteres hátúszás      | 1:01.03   | 49        | Nem jutott tovább | Nem jutott tovább | Nem jutott tovább | Nem jutott tovább |
| Yeugeniy Lazuka | Férfi 50 méteres pillangóúszás  | 24.14     | 22        | Nem jutott tovább | Nem jutott tovább | Nem jutott tovább | Nem jutott tovább |
| Yeugeniy Lazuka | Férfi 100 méteres pillangóúszás | 54.70     | 42        | Nem jutott tovább | Nem jutott tovább | Nem jutott tovább | Nem jutott tovább |

Női
| Versenyző           | Esemény                   | Selejtező | Selejtező | Elődöntő          | Elődöntő          | Döntő             | Döntő             |
| Versenyző           | Esemény                   | Idő       | Helyezés  | Idő               | Helyezés          | Idő               | Helyezés          |
| ------------------- | ------------------------- | --------- | --------- | ----------------- | ----------------- | ----------------- | ----------------- |
| Oksana Hatamkhanova | Női 50 méteres mellúszás  | 37.94     | 28        | Nem jutott tovább | Nem jutott tovább | Nem jutott tovább | Nem jutott tovább |
| Oksana Hatamkhanova | Női 100 méteres mellúszás | 1:22.66   | 42        | Nem jutott tovább | Nem jutott tovább | Nem jutott tovább | Nem jutott tovább |